# Ramon Betschart
Ramon Rainer Betschart (ur. 26 października 1998) – szwajcarski zapaśnik walczący w stylu klasycznym. Zajął trzynaste miejsce na mistrzostwach świata w 2024. 
Jedenasty na igrzyskach europejskich w 2019. Ósmy na mistrzostwach Europy w 2019. Brązowy medalista MŚ wojskowych w 2025. Drugi na MŚ U-23 w 2021. Wicemistrz świata juniorów w 2018 roku.